# Pallissa de Can Bagó
La Pallissa de Can Bagó és una obra de Riudaura (Garrotxa) protegida com a bé cultural d'interès local.

## Descripció
És un edifici aïllat de dues plantes d'alçada, amb coberta de teula àrab a dues vessants amb el carener perpendicular a la façana principal. Té una gran arcada d'accés a la planta baixa i un finestral també en forma de gran arc al primer pis.